# Tomslake
Tomslake je obec v Britské Kolumbii v Kanadě. Leží na samém východě Britské Kolumbie v regionu Peace River Country jen několik kilometrů západně od hranice s Albertou.
Přes Tomslake vede silnice British Columbia Highway 2 vedoucí od Dawson Creeku k Tupperu. Východně od obce vede rovněž severojižně také železniční trať, která zde ale nemá zastávku.
Tomslake vznikl v roce 1939, kdy sem kanadská vláda poslala Sudetské Němce, kteří coby členové Německé sociálně demokratické strany dělnické v ČSR hledali útočiště před německými nacisty po nutné emigraci z Československa po Mnichovské dohodě.